# Kunzea
Genre
Classification phylogénétique
Kunzea est un genre de plantes à fleurs de la famille des Myrtaceae comprenant entre 36 et 40 espèces. Toutes sont des arbustes endémiques d'Australie, avec une espèce aussi présente en Nouvelle-Zélande. On le trouve sur tout le continent australien mais surtout dans le sud-ouest de l'Australie-Occidentale. Il ressemble beaucoup à son cousin, le genre Callistemon, mais en diffère par la disposition des étamines.
Plusieurs espèces de Kunzea sont devenues invasives dans les régions herbacées du sud de l'Afrique du Sud.

## Principales espèces
- Kunzea ambigua
- Kunzea baxteri
- Kunzea bracteolata
- Kunzea cambagei (en)
- Kunzea capitata (en)
- Kunzea ericoides
- Kunzea flavescens (en)
- Kunzea muelleri (en)
- Kunzea obovata (en)
- Kunzea opposita (en)
- Kunzea parvifolia (en)
- Kunzea pauciflora
- Kunzea pomifera
- Kunzea pulchella (en)